# Stella Dallas (pel·lícula de 1925)

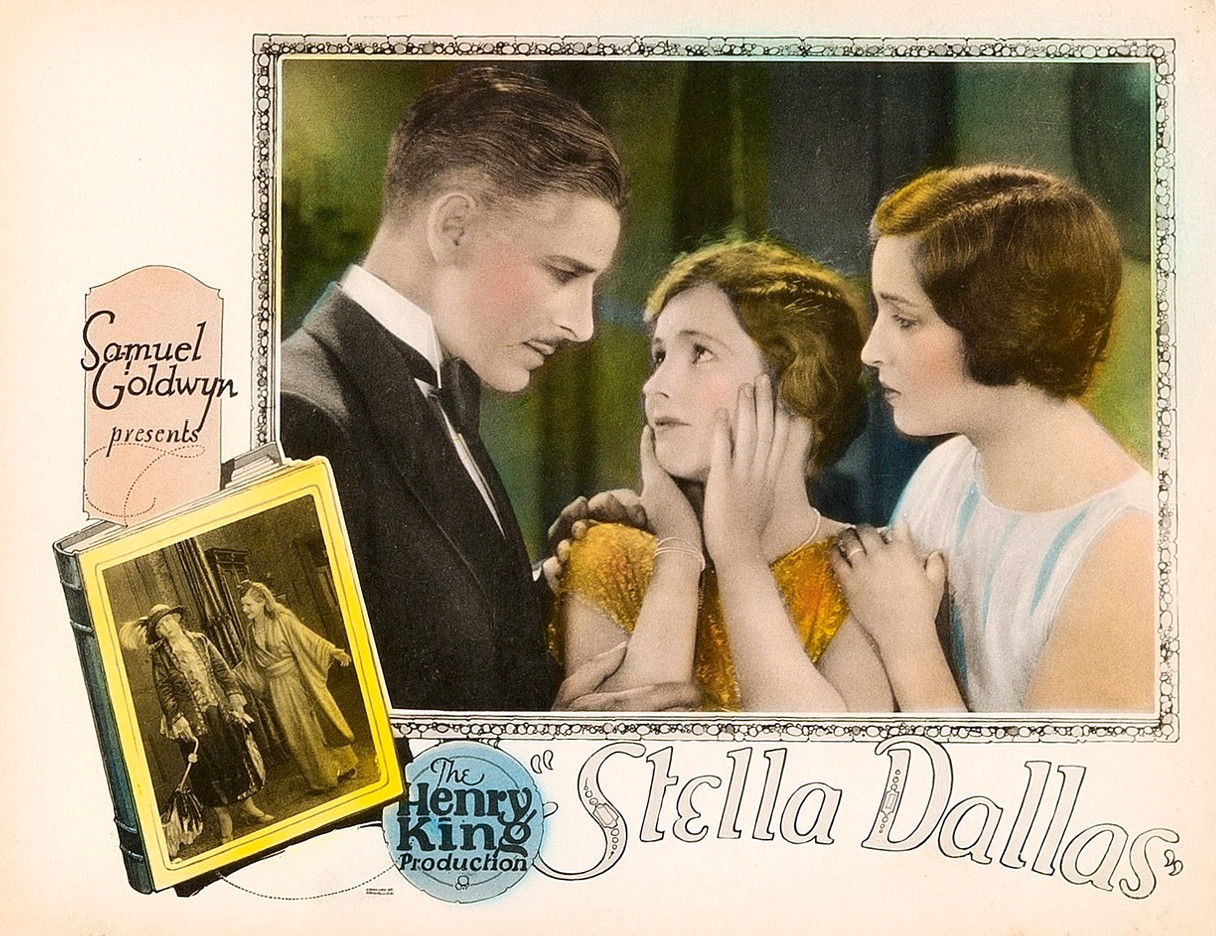
Ronald Colman, Lois Moran i Belle Benett en un fotograma publicitari de la pel·lícula

Stella Dallas és una pel·lícula muda dirigida per Henry King i protagonitzada per Ronald Colman, Belle Bennett i Alice Joyce. Es va estrenar el 16 de novembre de 1925. Samuel Goldwyn, productor de la pel·lícula, va fer una nova versió l'any 1937 protagonitzada per Barbara Stanwyck.

## Repartiment
- Ronald Colman (Stephen Dallas)
- Belle Bennett (Stella Dallas)
- Alice Joyce (Helen Morrison)
- Jean Hersholt (Ed Munn)
- Beatrix Pryor (Mrs. Grosvenor)
- Lois Moran (Laurel Dallas)
- Douglas Fairbanks Jr. (Richard Grosvenor)
- Charles Willis Lane (Stephen Dallas, Sr.)
- Vera Lewis (Mrs. Tibbetts)
- Maurice Murphy (fill de Helen Morrison)
- Jack Murphy (fill de Helen Morrison)
- Newton Hall (fill de Helen Morrison)
- Charles Hatton (fill de Helen Morrison, més gran)
- Robert W. Gillette (fill de Helen Morrison, més gran)
- Winston Miller (fill de Helen Morrison, més gran)

## Argument
Després del suïcidi del seu pare, Stephen Dallas, una personalitat mundana, abandona la seva rica residència que ja no pot mantenir i la seva xicota Helen Morrison per viure en un petit poble. Quan més tard s'assabenta que la seva xicota s'ha s'acabat casant amb un altre ell es casa amb Stella, una noia d'un status social molt més baix. El matrimoni no funciona i, després que tinguin una nena, retorna a Nova York deixant a la seva dona que serà qui es cuidarà de la petita Laurel.
Passen els anys i Laurel esdevé una dona tendra i sensible. Un dia Stephen retroba Helen Morrison, que ha enviudat, amb tres fills i els sentiments semblen renéixer entre ells dos. Stella, reconeixent que ella no pot oferir a la seva filla allò que voldria, visita la seva rival per dir-li que acceptaria divorciar-se de Stephen a canvi que acollissin Laurel a casa seva. La noia es resisteix a abandonar la seva mare però quan aquesta es casa amb un borratxo que no estima que tota la vida li ha anat al darrere, es veu forçada a anar a viure amb el seu pare. Més tard, Laurel es casa amb Richard Grovesnor, un jove de bona família ple d'encant i de futur. Al final, Stella, sota la pluja, contempla per una finestra de la mansió dels Morrison la cerimònia de casament.

## Producció
La pel·lícula, basada en una adaptació de Frances Marion de la novel·la homònima de Olive H. Prouty, Al març de 1925, Goldwyn va contractar King per al rodatge de la pel·lícula. La selecció dels actors va ser llarga, per al paper de Stella es van arribar a considerar 72 actrius, tan de teatre com de cinema, per acabar seleccionant la relativament poc coneguda Belle Bennett. La pel·lícula es va finalitzar al setembre després de 4 mesos de rodatge. Va ser la primera pel·lícula produïda per la Goldwyn que fou distribuïda a través de la United Artists.